# Frattamaggiore
Frattamaggiore là một đô thị của Ý. Đô thị này thuộc tỉnh Napoli trong vùng Campania. Frattamaggiore có diện tích 5,32 km2, dân số theo ước tính năm 2004 của Viện thống kê quốc gia Ý là 31.831 người. 
Các đơn vị dân cư:
Đô thị Frattamaggiore giáp với các đô thị: Afragola, Cardito, Crispano, Frattaminore, Grumo Nevano, và Sant'Arpino.

## Người dân nổi tiếng
- Francesco Durante (1684-1755), nhạc công
- Arturo Lupoli (1987-), cầu thủ bóng đá
- Francesco Lodi (1984-), cầu thủ bóng đá
- Lorenzo Insigne (1991-), cầu thủ bóng đá
- Claudio Costanzo (1985-), cầu thủ bóng đá